# Oleksandr Poliwoda
Oleksandr Poliwoda (ukrainisch Олександр Поливода; * 31. März 1987 in Charkow) ist ein ukrainischer Radrennfahrer.

## Sportliche Laufbahn
Seine ersten internationalen Erfolge feierte Oleksandr Poliwoda als Junior auf der Bahn: 2004 wurde er  mit Ihor Malikow, Serhij Minaschkin und Witalij Schtschedow Europameister in der Mannschaftsverfolgung, im Jahr darauf errang bei den Junioren-Bahn-Weltmeisterschaften Silber im Scratch.
2007 erhielt Poliwoda seinen ersten Vertrag beim Continental Team ISD-Sport Donetsk und bestritt seitdem Rennen auf der Straße. Bis 2016 entschied er die Gesamtwertungen Slowakei-Rundfahrt (2014), Tour of Mersin und Five Rings of Moscow (2015) für sich sowie 2016 der CCC Tour-Grody Piastowskie. Zudem gewann er Etappen weitere Rennen.
2016 und 2018 wurde er ukrainischer Meister im Straßenrennen, 2017 im Einzelzeitfahren.

## Erfolge

### Straße
2013
- eine Etappe Tour of Qinghai Lake

2014
- Gesamtwertung und eine Etappe Slowakei-Rundfahrt
- eine Etappe Tour of Qinghai Lake

2015
- Gesamtwertung und eine Etappe Tour of Mersin
- Gesamtwertung und eine Etappe Five Rings of Moscow
- Horizon Park Race Maidan
- eine Etappe Tour of Qinghai Lake
- Odessa Grand Prix - 1

2016
- Gesamtwertung und eine Etappe CCC Tour-Grody Piastowskie
- Ukrainische Meisterschaft – Straßenrennen
- eine Etappe Bulgarien-Rundfahrt

2017
- eine Etappe Tour d’Azerbaïdjan[1]
- Mannschaftszeitfahren Tour of Ukraine
- Ukrainische Meisterschaft – Einzelzeitfahren
- zwei Etappen Tour of Qinghai Lake
- eine Etappe Tour of Xingtai

2018
- Ukrainische Meisterschaft – Straßenrennen
- eine Etappe, Punktewertung und Bergwertung Tour de Singkarak

### Bahn
2004
- Junioren-Europameister – Mannschaftsverfolgung mit Ihor Malikow, Serhij Minaschkin und Witalij Schtschedow

2005
- Junioren-Weltmeisterschaft – Scratch

## Teams
- 2007 ISD-Sport Donetsk
- 2011 ASD Mantovani Fontana
- 2012 General Store Mantovani
- 2013 Atlas Personal-Jakroo
- 2014 Kolss Cycling Team
- 2015 Kolss-BDC Team
- 2016 Kolss-BDC Team
- 2017 Kolss Cycling Team
- 2018 Synergy Baku Cycling Project (bis 20. Juni)
- 2018 Ningxia Sports Lottery – Livall Cycling team (ab 3. Juli)
- 2019 Ningxia Sports Lottery – Livall Cycling team